# Eccritosia plinthopyga
Eccritosia plinthopyga là một loài ruồi trong họ Asilidae. Eccritosia plinthopyga được Wiedemann miêu tả năm 1821.